# Sergio Pianezzola

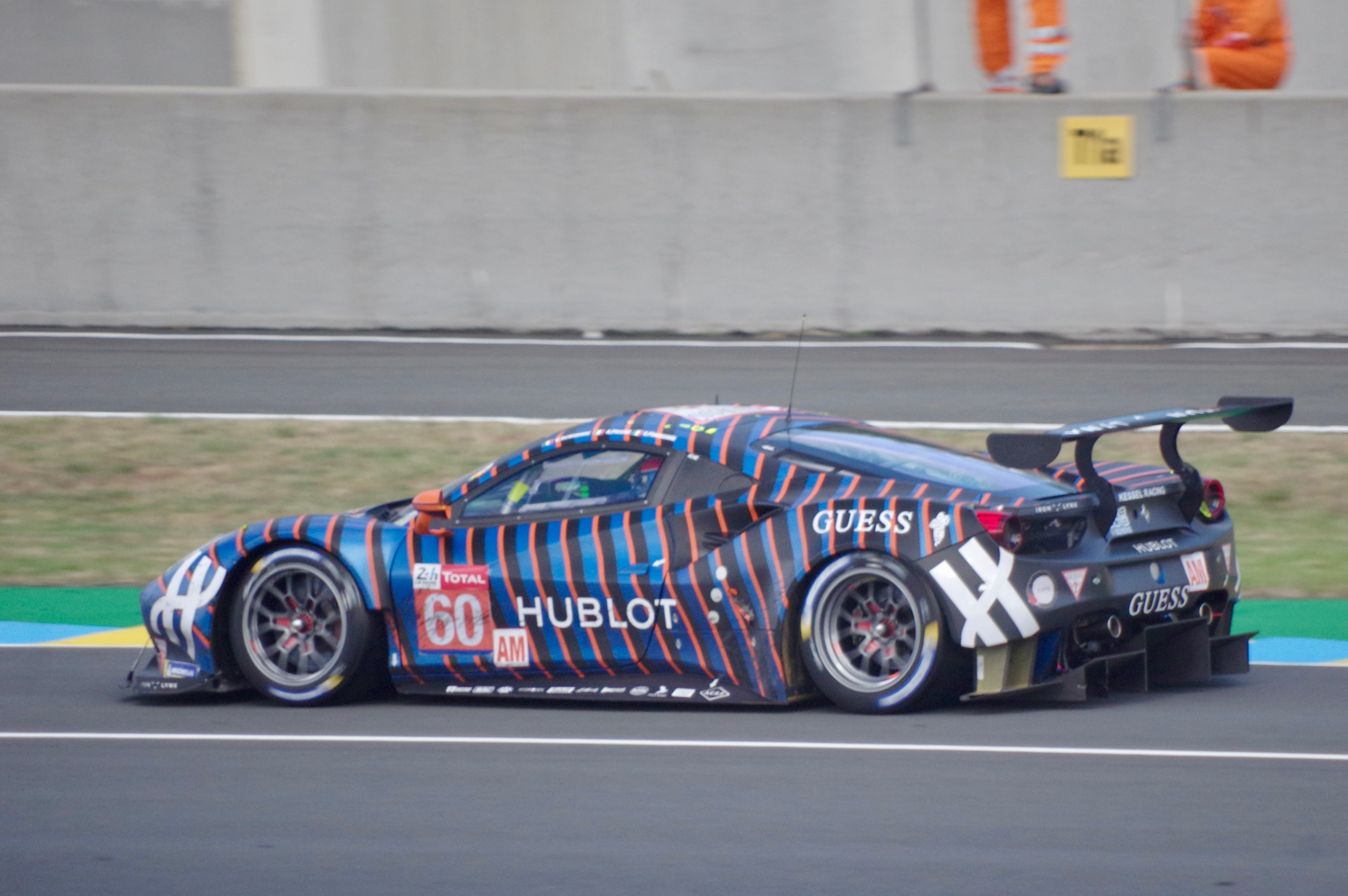
Der Ferrari 488 GTE von Sergio Pianezzola, Andrea Piccini und Claudio Schiavoni beim 24-Stunden-Rennen von Le Mans 2019

Sergio Pianezzola (* 28. Juli 1970 in Bassano del Grappa) ist ein italienischer Autorennfahrer.

## Karriere als Rennfahrer
Sergio Pianezzola begann 2016 mit dem professionellen GT-Sport. 2018 gewann er die Gesamtwertung der GT3-Klasse des Michelin Le Mans Cups und wiederholte diesen Erfolg 2019. Diese beiden Erfolge führten zu einer Einladung beim 24-Stunden-Rennen von Le Mans, wo er 2019 sein Debüt gab. 2020 beendete er dieses 24-Stunden-Rennen auf Platz 37 der Schlusswertung.

## Statistik

### Le-Mans-Ergebnisse
| Jahr | Team          | Fahrzeug            | Teamkollege    | Teamkollege       | Platzierung | Ausfallgrund |
| ---- | ------------- | ------------------- | -------------- | ----------------- | ----------- | ------------ |
| 2019 | Kessel Racing | Ferrari 488 GTE     | Andrea Piccini | Claudio Schiavoni | Rang 46     |              |
| 2020 | Iron Lynx     | Ferrari 488 GTE Evo | Paolo Ruberti  | Claudio Schiavoni | Rang 37     |              |